# 第七艦隊 (日本海軍)
第七艦隊（だいななかんたい）は旧日本海軍の艦隊の一つであり、太平洋戦争末期の1945年4月に編制された。1945年3月末からアメリカ軍が九州沿海に大量の機雷を投下したので、それへの対抗策として急遽編制された艦隊であった。九州周辺の海上輸送路の防衛が主任務にされ、もっぱら掃海活動に従事した。
日本海軍の中で最後に編制された艦隊組織になったが、第七を飛び越して第八艦隊、第九艦隊、第十方面艦隊がすでに存在していた。一説には南遣艦隊が第七艦隊扱いされていたので最後まで第七が空席になっていたという。

## 概要
1945年（昭和20年）3月末からアメリカ軍は、西日本の海上輸送を機能不全に追い込むための飢餓作戦を開始し、九州周辺の海上に大量の機雷をばら巻いていた。同海域を管轄する広島県呉市の呉鎮守府には大規模な掃海部門が無かったので、これを代替するための第七艦隊が急遽編制されることになり、翌4月に福岡県門司に艦隊司令部が置かれた。関門海峡、対馬海峡、豊予海峡、朝鮮海峡などを管轄にし、機雷を除去する掃海活動と哨戒活動に従事した。
当初は第一護衛艦隊に担当させる案と、海上護衛総司令部下の第三護衛艦隊を新編制する計画が出されていたが、任務上の重要性から士気を上げる為に、連合艦隊下の正規艦隊にする事が決まり、空席になっていた第七艦隊として発足した。表向きは連合艦隊所属であったが、実際には海上護衛総司令部の指揮下にあった。編制時の初代司令長官と参謀長は、第一護衛艦隊司令長官の岸福治中将と同参謀長の後藤光太郎少将がそれぞれ兼任していた。

## 編制
1945年6月1日時点
司令部附属
- 第102海防艦
- 第104海防艦
- 第106海防艦
- 第154海防艦

第18戦隊（1945年6月5日に解隊され3隻とも司令部附属となる）
- 機雷敷設艦　常磐
- 機雷敷設艦　高栄丸
- 機雷敷設艦　永城丸

下関防備隊

## 歴代司令長官
1. 岸福治中将：1945年4月15日 - 1945年8月20日
2. 大森仙太郎中将：1945年8月20日 - 1945年9月15日

## 歴代参謀長
1. 後藤光太郎少将：1945年4月15日 - 1945年7月10日
2. 藤原喜代間少将：1945年7月10日 - 1945年9月15日